# Semljicola obtusus
Semljicola obtusus là một loài nhện trong họ Linyphiidae.
Loài này thuộc chi Semljicola. Semljicola obtusus được James Henry Emerton miêu tả năm 1915.